# فاوست (فیلم ۱۹۲۶)
فاوست (به آلمانی: Faust) فیلمی در ژانر فلسفی، مهیج و ترسناک است به کارگردانی فریدریش ویلهلم مورنائو است که در سال ۱۹۲۶ میلادی منتشر شد. در این فیلم بازیگرانی مثل یوستا ای‌یکمان و امیل یانینگز بازی کرده‌اند.

## نسخه‌های متعدد
از فیلم فاوست چندین نسخه مختلف ساخته شد که تعدادی از آنها توسط خود مورنائو تهیه شده بودند. این نسخه‌ها تفاوت‌های قابل توجهی با یکدیگر دارند. برخی صحنه‌ها از نظر ریتم متفاوت هستند، در برخی دیگر بازیگران لباس‌های متفاوتی به تن دارند و برخی نیز از زوایای دوربین متفاوتی استفاده می‌کنند. به عنوان مثال، صحنه‌ای با یک خرس هم با یک شخص با لباس خرس و هم با یک خرس واقعی فیلمبرداری شد. در برخی نسخه‌ها، خرس صرفاً همانجا می‌ایستد. در یک نسخه، خرس واقعاً به یک بازیگر ضربه می‌زند.
به طور کلی، از بین بیش از سی نسخه‌ای که در سراسر جهان یافت شده، پنج نسخه از فاوست شناخته شده است: یک نسخه اصلی آلمانی (که تنها نسخه باقی‌مانده آن در موسسه فیلم دانمارک نگهداری می‌شود)، یک نسخه فرانسوی، یک نسخه متاخر آلمانی که در دو نسخه وجود دارد، یک نسخه دوزبانه برای اروپا که توسط اوفا تهیه شده و یک نسخه که در ژوئیه 1926 توسط خود مورنائو برای اکران در بازار ایالات متحده توسط مترو-گلدوین-میر تهیه شد.